# District Arad (interbellum)
Het district Arad was een district van het koninkrijk Roemenië of Groot-Roemenië. De hoofdstad van het district was Arad.

## Ligging
Arad lag in het westen van het koninkrijk, in de regio Crișana. Dit district lag ongeveer in hetzelfde gebied als het tegenwoordige district Arad. Arad grensde in het westen aan Hongarije, in het noorden aan Bihor, in het oosten aan Turda en Hunedoara en in het zuiden aan Timiș-Torontal en Severin.

## Bestuurlijke indeling
Het district Arad was weer onderverdeeld in negen bestuurlijke gebieden (plăși): Plasa Aradul Nou, Plasa Chișineu-Criș, Plasa Hălmagiu, Plasa Ineu, Plasa Pecica, Plasa Sfânta Ana. Plasa Sebiș en Plasa Șiria. Later werd Plasa Radna ook gecreëerd.

## Bevolking
Volgens cijfers uit 1930 had het district in dat jaar 423.469 inwoners, waarvan 61% Roemenen, 19,5% Hongaren, 12,3% Duitsers, 2,8% Slowaken, 2,4% Joden enzovoorts waren. Van deze mensen behoorde 55,8% tot de Roemeens-Orthodoxe Kerk, 26,5% tot het rooms-katholicisme, 5,5% tot het calvinisme, 4,2% tot de Roemeense Grieks-Katholieke Kerk, 3,2% tot het lutheranisme, 2,4% was mozaiek, 2,1% baptist enzovoorts.

### Urbanisatie
In 1930 woonden er 77.181 mensen in de steden van Arad. Van dezen waren 39,3% Roemenen, 38,8% Hongaren, 9,1% Joden, 7,1% Duitsers, 1,7% Serviërs en Kroaten, 1,4% Slowaken enzovoort. De meesten hadden het Hongaars als moedertaal (53,3%), daarna het Roemeens (37%), Duits (6%), Servo-Kroatisch (1,4%), Jiddisch (0,9%) enzovoorts. Van de mensen in de steden waren 38,5% rooms-katholiek, 33,8% Roemeens-orthodox, 10,1% mozaïeken, 9,9% gereformeerd, 4,0% Grieks-katholiek, 2,6% luthers enzovoort.
Alba · Arad · Argeș · Bacău · Baia · Bălți · Bihor · Botoșani · Brăila · Brașov · Buzău · Cahul · Caliacra · Câmpulung · Caraș · Cernăuți · Cetatea-Albă · Ciuc · Cluj · Constanța · Covurlui · Dâmbovița · Dolj · Dorohoi · Durostor · Făgăraș · Fălciu · Gorj · Hotin · Hunedoara · Ialomița · Iași · Ilfov · Ismail · Lăpușna · Maramureș · Mehedinți · Mureș · Muscel · Năsăud · Neamț · Odorhei · Olt · Orhei · Prahova · Putna · Rădăuți · Râmnicu-Sărat · Roman · Romanați · Sălaj · Satu-Mare · Severin · Sibiu · Someș · Soroca · Storojineț · Suceava · Târnava-Mare · Târnava-Mică · Tecuci · Teleorman · Tighina · Timiș-Torontal · Trei-Scaune · Tulcea · Turda · Tutova · Vâlcea · Vaslui · Vlașca